# AD Cerro de Reyes Badajoz Atlético
Die Agrupación Deportiva Cerro de Reyes Badajoz Atlético war ein spanischer Fußballverein aus Badajoz in der autonomen Gemeinschaft Extremadura. Der Verein wurde 1980 gegründet und trug seine Heimspiele im Estadio José Pache aus, welches Platz für 3500 Zuschauer bietet.

## Geschichte
Der Verein wurde offiziell am 6. Januar 1980 gegründet und spielte bis zur Saison 1998/99 in den Regionalligen von Extremadura. Danach spielte der Verein in der vierten Liga, der Tercera División, wo man 2002/03 erstmals seine Gruppe als Meister abschließen konnte, aber in den Play-offs zum Aufstieg scheiterte. Auch in den folgenden Jahren konnte sich der Verein immer wieder einen Spitzenplatz erspielen und schaffte zur Saison 2006/07 erstmals den Aufstieg in die Segunda División B, wo aber der direkte Wiederabstieg erfolgte. Nach zwei weiteren Saisons in der Tercera División und der erneuten Meisterschaft im Jahr 2009 gelang wieder der Aufstieg in die dritte Liga. In der Saison 2010/11 trat die Mannschaft zweimal in Folge nicht zu ihren Spielen an, so dass sie von der Meisterschaft ausgeschlossen wurde und als erster Absteiger feststand. Als Nachfolgeverein entstand Sporting Club Cerro de Reyes.